# 白石駅 (熊本県)
白石駅（しろいしえき）は、熊本県葦北郡芦北町大字白石にある、九州旅客鉄道（JR九州）肥薩線の駅である。2024年3月23日まで運行されていたSL人吉の停車駅だった。

## 歴史
- 1908年（明治41年）6月1日：鉄道院が開設[2]。
- 1909年（明治42年）
  - 10月12日：国有鉄道線路名称制定、人吉本線の駅となる[2]。
  - 11月21日：線名改称・鹿児島本線の駅となる[2]。
- 1927年（昭和2年）10月17日：線名改称・肥薩線の駅となる[3]。
- 1962年（昭和37年）10月1日：貨物取扱廃止[4]
- 1973年（昭和48年）10月16日：業務委託駅となる[5]。
- 1984年（昭和59年）2月1日：荷物扱い廃止[4]。
- 1986年（昭和61年）11月1日：電子閉塞装置導入[6]により無人化[7]。
- 1987年（昭和62年）4月1日：国鉄分割民営化により九州旅客鉄道が継承[6]。
- 2007年（平成19年）11月30日：南九州近代化産業遺産群の物資輸送関連遺産のうちの1つに選ばれる[6][8]。
- 2016年（平成28年）3月26日：新たに新設した快速列車の停車駅（上下1本ずつ）となる。当駅折り返しの人吉駅-白石駅区間便（平日限定）が廃止され、当駅を始発・終着する列車が廃止される[9]。
- 2018年（平成30年）3月17日：鹿児島本線直通の快速列車が廃止[10]。
- 2020年（令和2年）7月4日：集中豪雨により営業休止。

## 駅構造
相対式ホーム2面2線を有する地上駅。中央に通過線がある。互いのホームは構内踏切で連絡している。かつては有人駅で一部の急行列車が停車していた。木造駅舎を有する。
無人駅。駅舎は窓口は板貼りされて塞がれているものの、その他は明治時代の肥薩線開業当初のままの造作である。普通列車のほか「SL人吉」の停車駅である。かつては当駅始発終着の列車が平日に1往復設定されていたが、2016年3月26日のダイヤ改正で廃止された。同改正より肥薩線で快速列車の運行が開始され、早朝と夜間（最終列車）に上下1本ずつ停車するようになった。
2018年3月17日のダイヤ改正で快速列車が廃止され、肥薩線の運行本数の見直しや時刻の繰り上げ繰り下げが行われた。

### のりば
| のりば | 路線    | 方向 | 行先             | 備考                                              |
| ------ | ------- | ---- | ---------------- | ------------------------------------------------- |
| 1      | ■肥薩線 | 下り | 人吉・吉松方面   | 吉松方面へは夜の普通列車の1本を除いて人吉駅で乗換 |
| 2      | ■肥薩線 | 上り | 八代・新八代方面 | 普通列車での熊本方面は八代にて乗換                |

付記事項
- 人吉駅方面へは1番のりば、2番のりばのどちらにも出発信号機が設置されており、出発が可能となっている。2016年3月のダイヤ改正までは平日のみ当駅折り返しの人吉 - 白石間の区間列車が存在しており、2番のりばで折り返して運転されていた。
- 1番のりばと2番のりばの間には通過線が設置されているが現在は使用停止中となっている。ただし、場内・出発信号機は設置されたままとなっており、人吉駅方面からの入線が可能だった。

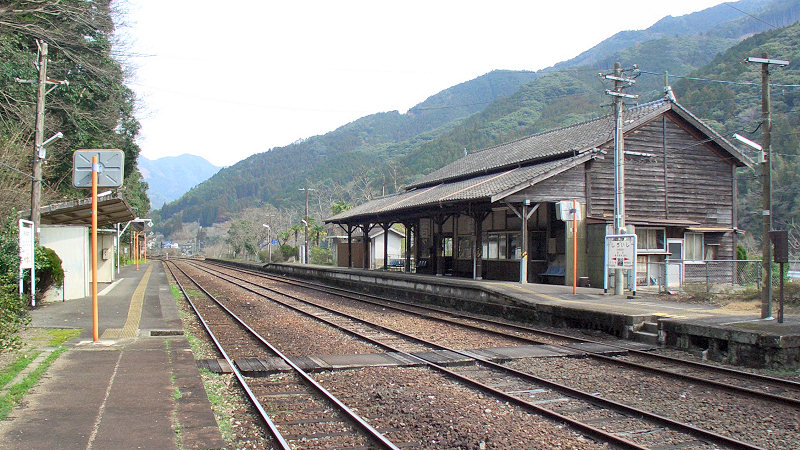
構内（2007年2月）
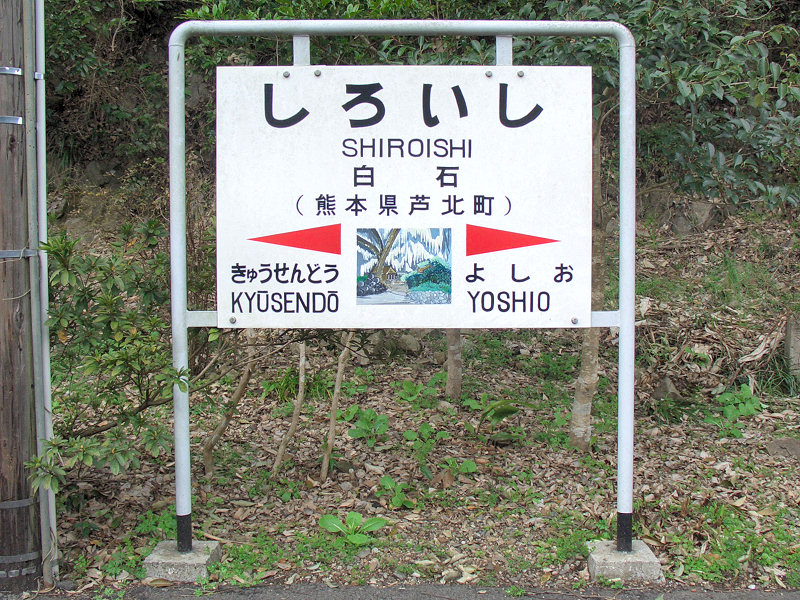
熊野座神社と神瀬の石灰洞窟が描かれた駅名標（2007年2月）

## 駅周辺

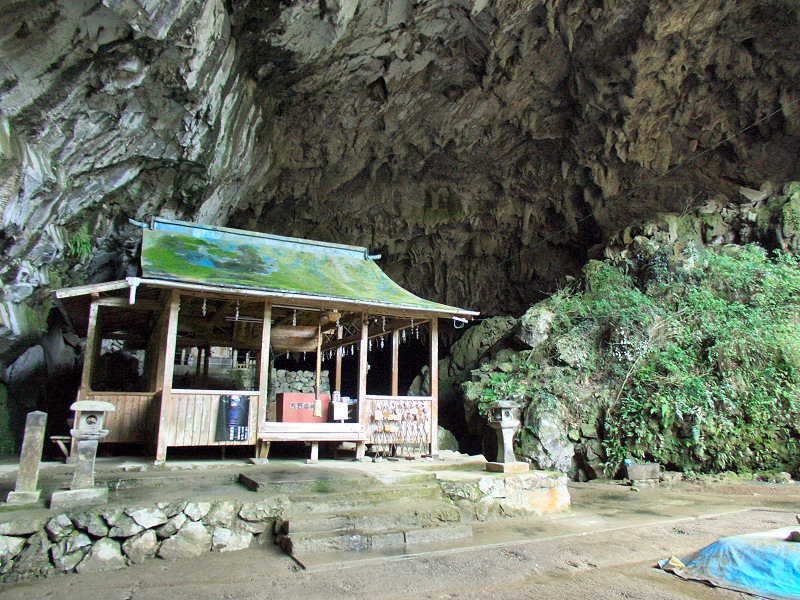
熊野座神社と神瀬の石灰洞窟

民家は比較的多く、球磨川の両岸に集落があるが駅からは少し離れている。当駅から約100メートルほどの距離にある神瀬橋の袂には球磨村コミュニティバスの白石駅前（しらいしえきまえ）バス停と芦北町ふれあいツクールバスのバス停が、約500メートルの距離にある対岸には神瀬橋（こうのせばし）バス停がある。
- 熊本県道304号一勝地神瀬線 - 駅前を走っている。
- 熊本県道272号球磨田浦線
- 神瀬橋

以下は球磨川の対岸にある。
- 国道219号
- 熊野座神社と神瀬の石灰洞窟（神瀬鍾乳洞）- 駅より約700メートル。熊本名水百選や熊本県指定天然記念物となっている。

また、周辺の地質は石灰岩であり、地名も石灰（白い石）の産出に由来する。なお、かつては球磨川下りの着船場もあった。

## 隣の駅
※臨時快速「SL人吉」の隣の停車駅は列車記事を参照のこと。
九州旅客鉄道（JR九州）
■肥薩線
吉尾駅 - 白石駅 - 球泉洞駅